# Объектно-ориентированное проектирование
Объе́ктно-ориенти́рованное проектирование (ООП) — часть объектно-ориентированной методологии, которая предоставляет программистам возможность оперировать понятием «объект», помимо понятия «процедура», при разработке кода. 
Объекты инкапсулируют данные и процедуры, сгруппированные вместе, отражая сущность объекта.
Интерфейс объекта описывает взаимодействие с объектом; то, как он определён.
Программа, полученная при реализации объектно-ориентированного исходного кода, описывает взаимодействие объектов.

## Объектно-ориентированный дизайн
Дисциплина, описывающая способы (варианты) задания (определения) объектов и их взаимодействие для решения проблемы, которая определена и описана в ходе объектно-ориентированного анализа.